# گابریل هاینزه
گابریل ایوان هاینزه (اسپانیایی: Gabriel Iván Heinze‎؛ زادهٔ ۱۹ آوریل ۱۹۷۸) بازیکن فوتبال پیشین و سرمربی اهل آرژانتین است.